# Vincetoxicum capparidifolium
Vincetoxicum capparidifolium là một loài thực vật có hoa trong họ La bố ma. Loài này được (Wight & Arn.) Kuntze miêu tả khoa học đầu tiên năm 1891.